# Caso Marita Verón
El Caso Marita Verón es una investigación y proceso judicial iniciado el 8 de febrero de 2012 a raíz de la desaparición de María de los Ángeles "Marita" Verón el 3 de abril de 2002, una joven argentina de 23 años, en la provincia de Tucumán, Argentina. Marita permanece desaparecida. El caso ha sido relacionado con la trata de personas y la prostitución forzada, concentrando la atención pública y una amplia cobertura de los medios de comunicación. La referencia al proceso es Caso N.° 23554/2002, y el nombre del caso es "Tomás Benjamín Aranda y otros s/ Privación Ilegítima de la Libertad y Promoción de la Prostitución en Concurso Víctima, María de los Ángeles Verón".
Marita Verón desapareció en San Miguel de Tucumán el 3 de abril de 2002. Sus padres, la investigación policial y los sucesivos fiscales que intervinieron en la causa han sostenido que se trató de un secuestro con fines de trata de personas para la prostitución, identificando a varios sospechosos. Dicha acusación está basada íntegramente en pruebas de testigos. Según las informaciones aportadas, Marita fue secuestrada para utilizarla en una fiesta sexual, su primer destino de explotación. Logró escapar pero la volvieron a atrapar. Una prostituta contó que pasó por manos de un proxeneta, quien la tuvo en su casa y a los dos días la vendió en 2500 pesos a una whiskería de La Rioja.
La causa llegó a la etapa del juicio oral a comienzos de 2012, dictándose sentencia absolutoria para todos los acusados en diciembre de ese año. El fundamento básico del fallo fue que los testimonios sobre los que se basa la acusación no son creíbles, a la vez de resultar contradictorios entre sí. El fallo recibió severas críticas desde los más diversos ámbitos. La causa llegó a la Corte Suprema de Justicia de Tucumán, que en diciembre de 2013 revocó el fallo absolutorio y condenó a todos los imputados.
La madre de Marita, Susana Trimarco, no pudo encontrar a su hija, pero logró que el caso se convirtiera en un emblema y permitió realizar un mapa de la trata de personas. En 2007, Susana Trimarco impulsó la Fundación María de los Ángeles, que brinda asistencia integral y gratuita a familiares y víctimas de la trata de personas y que ha logrado liberar a varios miles de mujeres. El caso dio visibilidad a la trata de personas y a la red de corrupción estatal.
En 2013 la periodista y escritora Sibila Camps publicó su libro La red: la trama oculta del caso Marita Verón.

## Contexto
Hija de Susana Trimarco y Daniel Verón, María de los Ángeles Verón (conocida como Marita Verón) había dejado su casa el 3 de abril de 2002 para dirigirse a una consulta médica y, de acuerdo con la descripción de un testigo, habría sido secuestrada por gente que bajó de un coche rojo. Tres días después, fue descubierta por la policía en la localidad de La Ramada, a más de 30 kilómetros, usando zapatos con tacones en lugar de las zapatillas que tenía al desaparecer. Estos policías la llevaron a la comisaría y luego a la terminal de ómnibus, pero ella nunca llegó a su destino.
La investigación llegó hasta tres cabarets riojanos, "Candy", "El Candilejas" y "El Desafío" (hoy rebautizado "La Isla"), que operaban como tapaderas de prostitución. La Cámara de Apelaciones de Tucumán los describió de esta manera: "Lugares destinados al ejercicio de la prostitución donde hay un sistema de reclutamiento de mujeres, incluso mediante su privación de libertad".
Una de las mujeres liberadas gracias a la investigación, de nombre reservado, declaró haberla visto en "Candy", drogada, con peluca y lentes de contacto celestes. Luego la perdió de vista, pero oyó a la posible regente de la whiskería comentar "Estos boludos la están buscando y está en España". Dicha mujer se llama Lidia Medina y está procesada por "privación ilegítima de la libertad agravada y promoción de la prostitución", al igual que su hijo y la esposa del mismo.

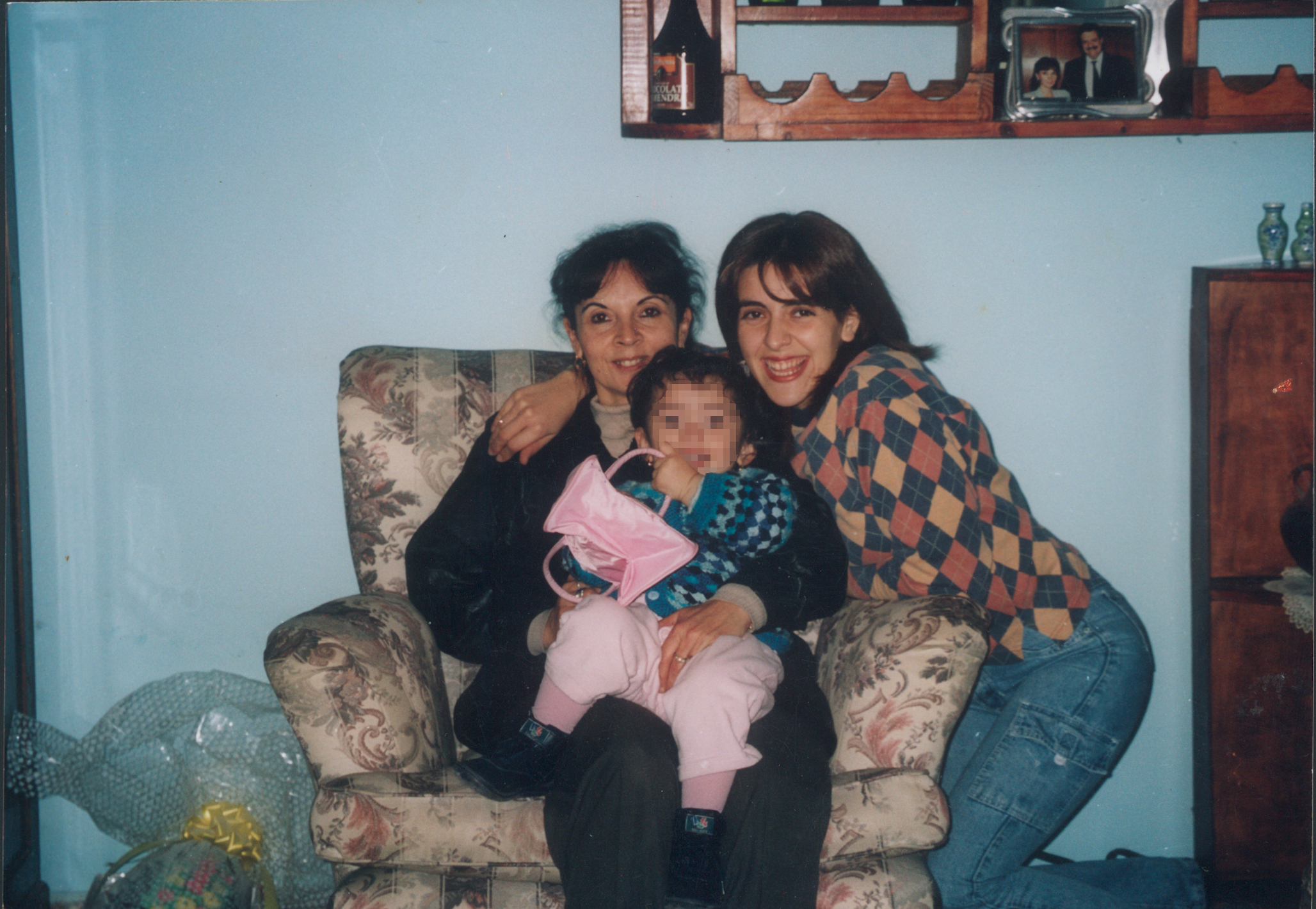
Susana Trimarco (izquierda), Micaela Catalán (centro) y María de los Ángeles Verón (derecha).

Otras aristas de la investigación incriminaron a la tucumana Daniela Milhein, quien habría tenido la intención de llevar a Marita a Río Gallegos. Fue detenida junto a su marido y un oficial riojano transportando mujeres. Se liberó a una misionera, una cordobesa y dos bonaerenses. Se consiguieron datos sobre una red de prostitución en España de la cual se rescataron a 17 mujeres, pero Marita no fue encontrada entre ellas.
Se abrió una causa judicial, en la cual hubo más de 10 personas esperando juicio oral, y en cuyo curso se rescataron a 21 mujeres secuestradas de forma similar.

## El juicio
El juicio por el Caso Marita Verón comenzó el 8 de febrero de 2012. Se logró llevar a juicio 55 expedientes y 144 testigos en el caso de desaparición. Se acusó a 13 personas, 7 hombres y 6 mujeres, vinculadas al secuestro y la promoción de la prostitución.
Los jueces del caso fueron Alberto César Piedrabuena, Emilio Andrés Herrera Molina y Eduardo Romero Lascano. El 16 de febrero, en el sexto día de juicio y segundo de declaración de Susana Trimarco (madre de Marita Veron), ésta contó parte de los 10 años de búsqueda de Marita. Cargó contra imputados, políticos y policías. La madre de Marita relató cómo descubrió el negocio de la trata de personas, y afirmó que lo único que buscaba era que le devolvieran a su hija.
La primera parte de su declaración Trimarco la dedicó a hablar de su familia. Recordó a su marido Daniel Verón, la niñez de sus hijos Horacio y Marita, el noviazgo de esta con David Catalán y cuando nació Micaela, su nieta. Trimarco relató lo que pasó el día en que desapareció Marita. La mujer puso sus sospechas sobre Patricia Soria, una enfermera que vivía en el mismo barrio que la joven, en Las Talitas. "Marita quería ponerse un DIU (dispositivo intrauterino) y ella le insistía en que vaya a la Maternidad. A mí no me caía bien esa mujer, que le preguntaba muchos detalles de su vida privada y de la familia", declaró.
Después cargó contra Miguel Ardiles, un supuesto empleado de la Maternidad que le ayudó a Marita a conseguir los turnos. "La llamaron para el 3 para darle el turno y le pidieron que lleve el documento. Nos pareció raro", dijo Trimarco.
Luego detalló cómo fue la búsqueda, cuando Marita no volvió de la Maternidad. "Recorrimos hospitales, calles, hablamos con las amigas. Nada. Estaba desesperada. En la comisaría no nos querían tomar la denuncia, porque decían que se había ido seguro con un noviecito o con sus amigas. Después decían que no tenían papel para redactar la denuncia ni nafta para salir a buscarla en camioneta", precisó.
El presidente del Tribunal, Alberto Piedrabuena, la interrumpió en esta parte del relato, y decretó un cuarto intermedio. "Sí, porque me falta mucho. Tengo para estar 10 días", advirtió Trimarco.
Cuando retornó la audiencia, la madre de Marita habló de la búsqueda. No ahorró palabras contra el exgobernador Julio Miranda y contra funcionarios de su gabinete. "Como estúpida iba a la Casa de Gobierno. Digo estúpida porque la mafia estaba ahí. Ellos me mandaron a hablar con los Ale", expresó.
Trimarco hizo referencia a un convenio que había firmado el gobierno (gestión Miranda) con la Asociación de Remiseros Unidos de Tucumán (ARUT), en la que los declaraban custodios de la ciudad. "Julio Díaz (secretario de Seguridad) me dijo que ellos tenían más autos y mejores armas que la Policía", manifestó.
Cuando tenía que hacer referencia a María Jesús Rivero, titular de ARUT y de la remisería Cinco Estrellas, habló de ella como "esta señora". Y como se esperaba, se despachó contra Rubén "La Chancha" Ale. "Yo siempre desconfié de ellos, porque todos decían que eran unos delincuentes", aseveró.
"'La Chancha' Ale y toda la mafia manejan la droga y la prostitución de esta provincia. No sé por qué el pueblo de Tucumán no los enfrenta. Yo los voy a enfrentar, así bajita, chiquita, como soy, voy a defender a mi hija", aseguró. Hubo tres momentos de tensión por las reacciones de la familia Gómez y la interrupción de los abogados.

### La pista de La Rioja
"Una mujer que trabaja en la noche explicó que sabía lo que le pasó a Marita. Ofreció datos de dónde la tuvieron cautiva, y explicó que la secuestraron para la explotación sexual en La Rioja. Yo no podía creer que existan esas cosas", dijo Trimarco.
La madre de Marita desechó las otras hipótesis, criticó la labor de Ernesto Baaclini, entonces secretario de la Fiscalía de Instrucción VIII y que estuvo a cargo de la investigación cuando murió la fiscal Joaquina Vermal.
Cuando por fin llegó a un prostíbulo de La Rioja, no encontró a Marita. Pero una chica, Anahí, se fue corriendo a sus brazos y le suplicó que la rescatara. Ella le contó que había visto a su hija la semana anterior y le relató el calvario que vivía. Fue el primero de muchos testimonios desgarradores.
"Desgraciadamente me convertí en especialista de este delito porque lo palpé, lo viví. Y busco a mi hija. Jamás la voy a dejar de buscar, caiga quien caiga. Mi misión es mi hija. No quiero cerrar los ojos hasta antes saber de ella. Hay muchas chicas desaparecidas que estamos ayudando, pero yo quiero a mi hija", dijo con firmeza Trimarco.

## Sentencia
El 11 de diciembre de 2012 los jueces Alberto Piedrabuena, Emilio Herrera Molina y Eduardo Romero Lascano, integrantes de la Sala II de la Cámara Penal de Tucumán, emitieron su veredicto, mediante el cual los 13 imputados resultaron absueltos, fallo que provocó una extendida reacción de rechazo social. Los fundamentos de la sentencia se emitieron el 18 de diciembre de 2012.
El fallo generó descontento y repudio por parte de la sociedad, así como de organizaciones de derechos humanos, organizaciones feministas, activistas políticos y de la mayor parte de los medios de comunicación de Argentina. El 12 de diciembre un grupo de izquierda se manifestó en la Casa de Tucumán de Buenos Aires chocando con las fuerzas policiales, lo cual generó disturbios y varios heridos.
El día 13 de diciembre, a raíz de la indignación popular, presentó su renuncia el entonces ministro de seguridad de la provincia de Tucumán, Mario López Herrera.
Susana Trimarco logró iniciar un juicio político contra los magistrados, pero Molina y Piedrabuena presentaron su renuncia para jubilarse. La causa llegó a la Corte Suprema de Justicia de Tucumán, que en diciembre de 2013 revocó el fallo absolutorio y condenó a 10 de los 13 imputados (fueron absueltos por falta de pruebas María Jesús Rivero y su hermano Víctor Rivero, mientras que Irma Medina había fallecido meses antes).
La sentencia final se dictó el 8 de abril de 2014 con penas de entre 10 y 22 años de cárcel. El tribunal condenó a José Fernando "Chenga" Gómez y Gonzalo "Chenguita" Gómez (22 años); a Daniela Milhein y a Andrés Alejandro González (18 años); a Carlos Alberto Luna y a Domingo Pascual Andrada (17 años); a María Azucena Márquez (15 años); a Humberto Juan Derobertis (12 años), y a Mariana Natalia Bustos y Cynthia Paola Gaitán (10 años).
Tras el dictado de la condena, los abogados de los condenados presentaron un recurso extraordinario federal para que la Corte Suprema de la Nación revisara la decisión. Debido a ese planteo y ante la ausencia de una sentencia firme, vencidos los plazos de prisión preventiva, los condenados por la desaparición de Marita Verón salieron en libertad (el último en hacerlo fue "Chenguita" Gómez, en julio de 2016).
En diciembre de 2016, denunciados por Susana Trimarco, se inició un juicio en Tucumán de los miembros del "Clan Ale", a los que Trimarco vinculó con la desaparición de su hija. La presunta banda criminal, encabezada por los hermanos Rubén "La Chancha" Ale y Ángel "El Mono" Ale y María Jesús Rivero (exesposa del primero), enfrentó cargos por presunto lavado de activos provenientes de distintas actividades ilícitas, incluida la trata de personas con fines de explotación sexual. Los hermanos Rivero estuvieron acusados y llegaron a juicio por el secuestro de Marita Verón pero, en 2012, la Corte tucumana entendió que no surgieron en el debate oral pruebas suficientes para condenarlos.
En marzo de 2017 la Corte Suprema de Justicia de Tucumán rechazó un recurso extraordinario que habían presentado los defensores de los acusados en el que solicitaban que el fallo condenatorio sea revisado por la Corte de la Nación y ordenó que los 10 condenados por la desaparición de María de los Ángeles "Marita" Verón volvieran a la cárcel.
El 18 de diciembre de 2017, tras un año de debate, los hermanos Rubén "La Chancha" Ale y Ángel "El Mono" Ale fueron condenados a 10 años de prisión, al ser considerados culpables de liderar una asociación ilícita dedicada al lavado de activos provenientes de la trata de personas con fines de explotación sexual y el narcotráfico, entre otros delitos. En tanto, María Jesús Rivero, exesposa de "La Chancha", otra de las consideradas cabecillas de la organización criminal, fue condenada a cumplir una pena de seis años de cárcel. Por decisión del tribunal, los condenados cumplirán su condena bajo la modalidad de prisión domiciliaria, hasta tanto la sentencia quede firme. Otras 11 personas también recibieron penas de 3 a 7 años y hubo tres absueltos por el beneficio de la duda.

## Causa en España
En 2008 Interpol encontró indicios de que "Marita" podría haber pasado por España, pero no se abrió ninguna causa. 
En 2012, en el juicio por el caso Verón, el ex comisario tucumano Jorge Tobar dijo que familiares de una de las imputadas, Lidia Medina, llevaron a la joven a España y "la trajeron de vuelta" para entregarla a otros. También ratificó la existencia de una red de trata de gran alcance. Por otro lado, Irma Abraham, dueña de tres hoteles alojamiento en Tucumán, dijo que se reunió con la chica, que "se había ido de su casa por sus propios medios" y que vivía en España.
La abogada y activista contra la trata de personas Mercedes Hernández, de la Asociación de Mujeres de Guatemala en España, colabora con Trimarco en el intento de crear un equipo internacional, que en julio de 2017 no se había concretado.
En 2014 y de nuevo en 2016 la  Procuraduría de Trata y Explotación de Personas de Argentina (Protex) libró un exhorto a las autoridades españolas para conocer las medidas adoptadas; en ambos casos sin resultados.
Según Hernández, las personas mencionadas en el juicio en la Argentina "no se las vinculó a ningún proceso de trata" en España. "Para un delito transnacional hace falta una parte que impulse las investigaciones, si no, por sí mismas, no avanzan. Eso es lo que no tenemos en este caso", señaló en 2017.

## Repercusiones del caso
Susana Trimarco no pudo encontrar a su hija, pero el caso de Marita se convirtió en un emblema y su búsqueda permitió realizar un mapa de la trata de personas. En 2007, Trimarco impulsó la creación de la Fundación María de los Ángeles, que brinda asistencia integral y gratuita a familiares y víctimas de la trata de personas y que ha logrado liberar a varios miles de mujeres.
El caso de Marita Verón dio visibilidad a la trata de personas y a la red de corrupción estatal.
En abril de 2008, la lucha de Trimarco impulsó la Ley 26364 de Prevención y Sanción de la Trata de Personas y Asistencia a sus Víctimas. Posteriormente, tras el fallo absolutorio de 2013, se mejoró la norma, al eliminar la figura de consentimiento como situación que morigeraba la sentencia del tratante.

## LibroLa red
En 2013 Sibila Camps, escritora y periodista del diario Clarín, tras años de investigación, publicó el libro La red: la trama oculta del caso Marita Verón, en el que narra no solo el caso de Marita sino también la impunidad de quienes actúan en el caso de las redes de trata de personas.
Tras once años de investigaciones la periodista contó sobre el caso de Marita:

Le echaron el ojo, consideraron que podía dar buena plata, la marcaron, la entregaron a una red de trata, la llevaron, se supone que a una fiesta en Alderete, que es al noreste de la ciudad de Tucumán, cerca, se escapó en mal estado o la dejaron ir, y por eso la vieron deambulando algunos vecinos de zonas rurales, dos y tres días después del secuestro. Alguien avisó en la comisaría de La Ramada, que es un paraje del departamento de Alderete, el jefe de la comisaría mandó a levantarla, la metió en un colectivo de media distancia, la llevaron a Tucumán, ahí la fueron a buscar. (...) Y después la tuvieron un tiempo en Tucumán, la llevaron a La Rioja, la volvieron a llevar a Tucumán, la volvieron a llevar a La Rioja, y en La Rioja la tuvieron yirando por los tres prostíbulos de Liliana Medina. En un momento uno de los hijos de ella, el Chenga Gómez –acusado de proxenetismo, se ve que es de familia–, la tomó como su propiedad, le hizo un hijo. La siguieron explotando, la drogaron permanentemente y lo más probable es que la hayan matado, por los indicios de un par de lapsus durante el juicio.

Sibila Camps denuncia también sobre el caso el "terrorismo de Estado" a través de la policía, la mafia de los Ale –cuyo jefe, "La Chancha" fue acusado de ser uno de los líderes de la red de trata y explotación sexual que secuestró a Marita–, además del contexto de "compadrazgo" y la utilización de eufemismos para encubrir la realidad de la trata de personas.

## DocumentalCuerpo a cuerpo
El 25 de noviembre de 2015, con motivo del Día Internacional de la Eliminación de la Violencia contra la Mujer, el canal de televisión Encuentro estrenó el primero de 14 episodios del documental Cuerpo a cuerpo: el caso Marita Verón, con eje en el tráfico de personas y el caso de Marita Verón, dirigido por Mathieu Orcel, que vive en Argentina desde 2001 y que estuvo en Tucumán filmando durante tres semanas. A través de un relato en primera persona, Susana Trimarco, madre de Marita Verón, describe su búsqueda incansable en el caso, que se convirtió en un emblema de la lucha contra la trata de personas.
El documental fue una coproducción de KÔN SUD Productions, La Cuisine Aux Images e Y.N. Productions y el Instituto Nacional de Cine y Artes Audiovisuales (INCAA). Contó con el apoyo del Centre national du cinéma et de l’image animée (CNC) y el impulso de la Cámara Argentina de Productoras Pymes Audiovisuales (CAPPA), y fue producido para el canal francés Planète + CI y Encuentro, la señal del Ministerio de Educación de la Nación de Argentina.